# Jorge Pavão
João Jorge Jinkings Pavão (Santa Helena, 3 de novembro de 1951) é um advogado e magistrado brasileiro. Ele foi vice-prefeito de Santa Helena (1973–1976), prefeito (1977–1983) e deputado estadual (1987–2000). Foi presidente do Tribunal de Contas do Estado (TCE/MA).

## Carreira política
Em 1972, foi eleito vice-prefeito de Santa Helena pela Aliança Renovadora Nacional (ARENA).
Em 1976, foi eleito prefeito de Santa Helena pela Aliança Renovadora Nacional (ARENA).
Em 1986, foi eleito deputado estadual pelo Partido da Frente Liberal (PFL). Apoiou Epitácio Cafeteira.
Em 1990, foi reeleito deputado estadual pelo Partido da Frente Liberal (PFL). Apoiou Edison Lobão.
Em 1994, foi reeleito deputado estadual pelo Partido da Frente Liberal (PFL). Apoiou Roseana Sarney e Fernando Henrique Cardoso.
Em 1998, foi reeleito deputado estadual pelo Partido da Frente Liberal (PFL). Apoiou Roseana Sarney e Fernando Henrique Cardoso.
Em 31 de outubro de 2000, foi nomeado conselheiro do Tribunal de Contas do Estado e renunciou ao mandato de deputado estadual.